# Raymond Herb
Raymond „Ray“ George Herb (* 22. Januar 1908 in  Wisconsin; † 1. Oktober 1996) war ein  US-amerikanischer Physiker, der sich mit Kernphysik und der Entwicklung Elektrostatischer Generatoren beschäftigte.
Herb wuchs auf einer kleinen Farm in Wisconsin als eines von acht Geschwistern auf. Er studierte an der University of Wisconsin, wo er 1935 promoviert wurde. Danach wurde er dort Professor und blieb an der Universität bis zu seinem Ruhestand 1972. Er verbrachte nur einige Monate im Sommer 1935 in der Abteilung für terrestrischen Magnetismus der Carnegie Institution for Science in Washington, D.C. und die Kriegsjahre 1940 bis 1945 beim Radiation Laboratory des Massachusetts Institute of Technology außerhalb der University of Wisconsin.
Herb widmete sich seit 1935 der Verbesserung des Van-de-Graaff-Generators, zum Beispiel verbesserte er die Isolation mit unter Hochdruck stehenden Gasen. 1965 entwickelte er die von ihm Pelletron genannte Variante elektrostatischer Generatoren und gründete eine eigene Firma, die National Electrostatics Company, die später an die 140 Beschäftigte hatte und der sich Herb nach seiner Emeritierung an der Universität 1973 in Vollzeit widmete, insbesondere im Verkauf.
1937 wurde er Fellow der American Physical Society. 1968 erhielt er den Tom-W.-Bonner-Preis für Kernphysik. Er war Ehrendoktor in Basel, Lund, der University of Wisconsin und in Sao Paulo. Er war seit 1955 Mitglied der National Academy of Sciences.
Er war seit 1945 mit Anne Williamson, der Tochter eines Physikprofessors, verheiratet und hatte mit ihr fünf Kinder.